# Val Guest
Pour les articles homonymes, voir Guest.
Valmond Guest, dit Val Guest, est un scénariste, réalisateur et producteur britannique, né le 11 décembre 1911 à Londres et mort le 10 mai 2006 à Palm Springs (Californie).
Ses films réalisés pour la Hammer Film Productions l'ont rendu célèbre. 
Pour la télévision, il a également réalisé deux épisodes de la série Amicalement vôtre en 1971.

## Filmographie
- 1943 : Miss London Ltd. (en)
- 1944 : Bees in Paradise (en)
- 1944 : Give Us the Moon (en)
- 1945 : Sa dernière chanson (en) (I'll Be Your Sweetheart)
- 1948 : William at the Circus (en)
- 1948 : Just William's Luck (en)
- 1949 : Scandale au théâtre (en) (Murder at the Windmill)
- 1950 : Miss Pilgrim's Progress (en)
- 1950 : The Body Said No! (en)
- 1951 : Le Canard atomique (en) (Mister Drake's Duck)
- 1952 : Fromage à gogo (Penny Princess)
- 1954 : La Revanche de Robin des Bois (Men of Sherwood Forest)
- 1954 : Life with the Lyons (en)
- 1954 : The Runaway Bus (en)
- 1955 : Ils ne peuvent me pendre (en) (They Can't Hang Me)
- 1955 : The Lyons in Paris (en)
- 1955 : Rapt à Hambourg (en) (Break in the Circle)
- 1955 : Le Démon de la danse (Dance Little Lady)
- 1955 : Le Monstre (The Quatermass Xperiment)
- 1956 : It's A Wonderful World
- 1957 : Scotland Yard appelle FBI (en) (The Weapon)
- 1957 : La Marque (Quatermass 2)
- 1957 : Le Redoutable Homme des neiges (The Abominable Snowman)
- 1957 : En avant amiral ! (Carry On Admiral)
- 1958 : Life Is a Circus (en)
- 1958 : Up the Creek
- 1958 : Croisière en torpilleur (en) (Further Up the Creek)
- 1958 : L'Île du camp sans retour (The Camp on Blood Island)
- 1959 : Section d'assaut sur le Sittang (Yesterday's Enemy)
- 1960 : Un homme pour le bagne (Hell Is a City)
- 1960 : Expresso Bongo (en)
- 1961 : Traitement de choc (The Full Treatment)
- 1961 : Le Jour où la Terre prit feu (The Day the Earth Caught Fire)
- 1962 : Le Mystère de la villa blanche (en) (Jigsaw)
- 1963 : 80,000 Suspects
- 1964 : The Beauty Jungle
- 1965 : Passeport pour l'oubli (Where the Spies Are)
- 1967 : Casino Royale
- 1968 : Services spéciaux, division K (Assignment K)
- 1970 : Toomorrow (en)
- 1970 : Quand les dinosaures dominaient le monde (When Dinosaurs Ruled the Earth)
- 1972 : Femmes en location (en) (Au Pair Girls)
- 1972 : L'Aventurier (série télévisée) (The Adventurer) (série télévisée)
- 1974 : Confessions d'un laveur de carreaux (Confessions of a Window Cleaner)
- 1975 : Cosmos 1999 (Space : 1999) (série télévisée)
- 1976 : Sporting Chance (TV)
- 1976 : Les Mercenaires (Killer Force)
- 1980 : The Shillingbury Blowers
- 1980 : Sherlock Holmes and Doctor Watson (série télévisée)
- 1981 : Dangerous Davies - The Last Detective
- 1981 : Shillingbury Tales (en) (série télévisée)
- 1982 : The Boys in Blue
- 1984 : Mark of the Devil (TV)
- 1984 : In Possession (TV)
- 1985 : Child's Play (TV)